# Parafia Nawiedzenia Najświętszej Maryi Panny w Ratajach Słupskich
Parafia Nawiedzenia Najświętszej Maryi Panny w Ratajach Słupskich – parafia rzymskokatolicka, znajdująca się w diecezji kieleckiej, w dekanacie stopnickim.